# 노스럽 그러먼 MQ-4C 트리톤

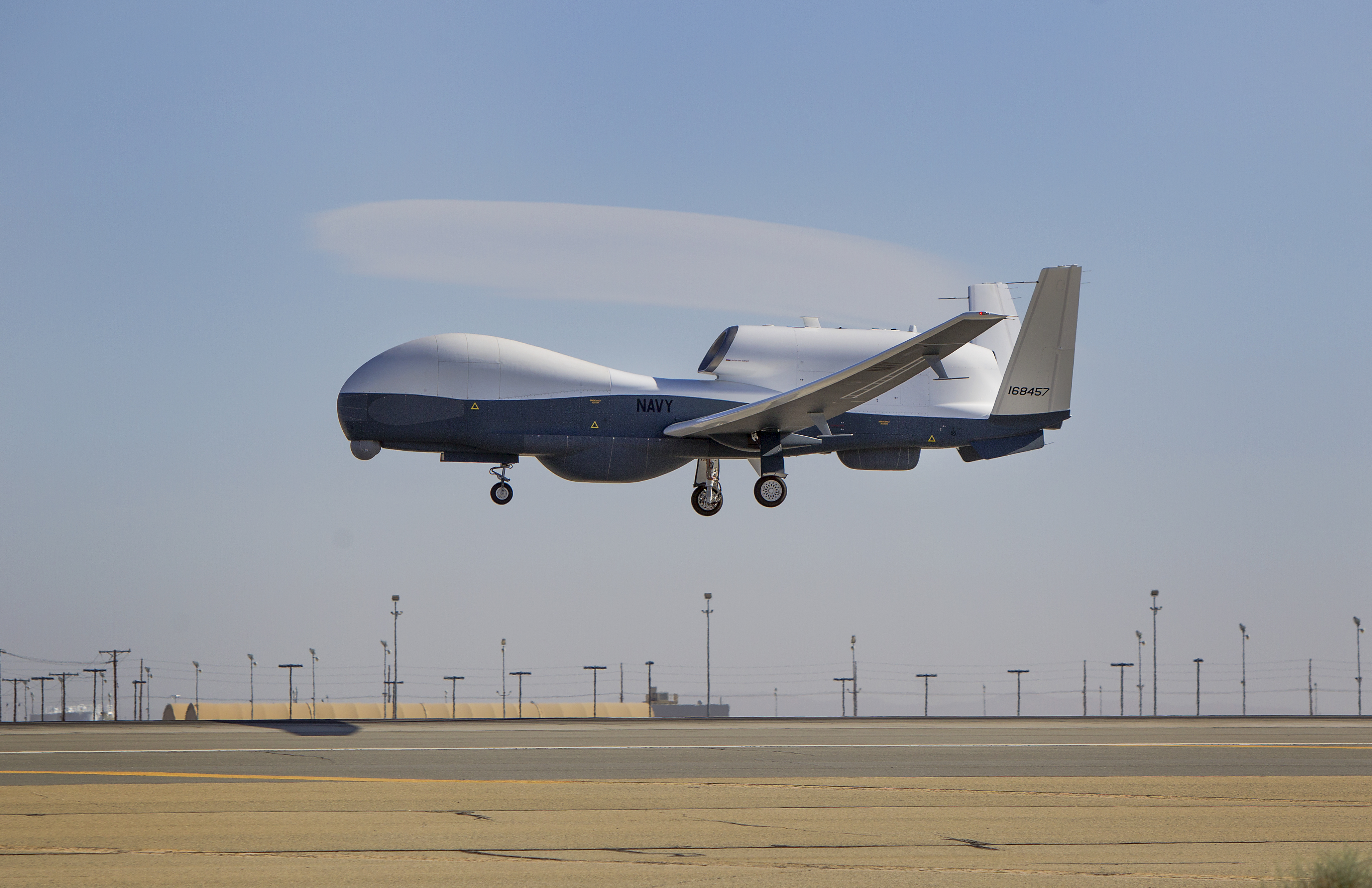
노스럽 그러먼 MQ-4C

노스럽 그러먼 MQ-4C 트리톤(Northrop Grumman MQ-4C Triton)은 노스럽 그러먼이 개발한 미국 해군의 최신예 무인 해상초계기이다. 미국 공군의 노스럽 그러먼 RQ-4 글로벌 호크 무인 정찰기를 해상초계기로 개조했다.

## 역사
미국 해군은 노스럽 그러먼 MQ-4C 트리톤 무인 해상초계기 68대와 보잉 P-8A 포세이돈 유인 해상초계기 117대를 구매하여 기존의 오래된 록히드 P-3C 오라이온 유인 해상초계기를 퇴역시킬 계획이다.
- RQ-4 글로벌 호크, 공군 무인 정찰기, 초도비행 1998년, 실전배치 1998년, 42대
- MQ-4C 트리톤, 해군 무인 해상초계기, 초도비행 2013년, 실전배치 2018년, 68대 계획

2019년 6월 20일, 이란의 코다드-3 지대공 미사일이 미군 드론을 격추했다. 미국 국방부는 처음에 노스럽 그러먼 MQ-4C 트리톤 무인 해상초계기가 격추되었다고 말했지만, 미국 중부사령부는 노스럽 그러먼 RQ-4 글로벌 호크 무인 정찰기라고 말했다. 2019년 6월 이란의 미국 드론 격추 참조.

## 개발 경쟁
미국 해군의 광역 해상 초계기 사업(Broad Area Maritime Surveillance, BAMS)에는 3개 회사가 참여했다.
- 보잉은 걸프스트림 G550 비즈니스 제트 여객기의 무인 버전을 제안했다. 유인으로도 조종할 수 있다.
- 노스럽 그러먼은 RQ-4 글로벌 호크의 해군 버전을 제안했다.
- 록히드 마틴은 MQ-9 마리너를 제안했다.

## 수출

### 호주
2014년 3월 13일, 토니 애벗 총리는 낡은 AP-3C 오라이온 18대를 교체하기 위해, 기존의 P-8 포세이돈 구매분 말고, 추가로 트리톤 7대와 P-8 포세이돈 8-12대를 구매할 것이라고 말했다.
고공에서 무인 해상초계기가 장시간 체공을 하면서 해상을 순찰하고, 저공에서 P-8 포세이돈 유인 해상초계기가 잠수함도 어뢰로 공격하는 그런 개념이다.
대한민국 해군도 P-3C 오라이온 16대를 보유하고 있고, P-8 포세이돈 구매 계약을 이미 체결했기 때문에, 호주 해군과 비슷한 구매 계획을 할 가능성도 엿보인다.

### 인도
인도는 P-8 포세이돈 해상초계기를 수입했는데, 트리톤도 수입할 생각이다.

### 독일
독일 해군은 브레게 아틀란틱 해상초계기 5대를 퇴역시켰다. 유로호크로 대체할 계획이었는데, 2013년 사업이 취소되었다. 그래서 2015년 1월 독일 해군은 트리톤 수입을 고려중이다.

### 영국
2014년 7월 20일, 영국 해군은 최소한 트리톤 8대를 살 것이라는 소문이 있었다. 호커 시들리 님로드 MR2를 개량하는 BAE 시스템스 님로드 MRA4 개발 사업이 취소되었다. 이를 위해 트리톤을 수입할 것이라는 소문이었다.

## 대한민국
2020년 5월 13일, 미 해군은 "괌 앤더슨 공군기지에 배치된 지 3개월이 된 MQ-4C 2대가 제7함대 (미국) 작전·훈련에 합류했다"며 "이로 인해 인도·태평양 지역 전역에서 해군의 정찰 영역이 확대되게 됐다"고 밝혔다. 한국군은 MQ-4C가 동해에서 북한군 잠수함 활동 등을 감시하는 역할을 할 것으로 보고 있다.

## 제원
일반 특성
- 승무원: 무인. 지상 통제소에 4명
- 길이: 47.6 ft (14.5 m)
- 날개폭: 130.9 ft (39.9 m)
- 높이: 15.4 ft (4.7 m)
- 경하중량: 14,945 lb (6,779 kg)
- 만재중량: 32,250 lb (14,628 kg)
- 엔진: 1 × 롤스로이스 AE 3007 터보팬 엔진, 6,495–8,917 lbf (28.89–39.66 kN) 추력

성능
- 최고속도: 357 mph (575 km/h; 310 kn)
- 순항거리: 9,436 mi (8,200 nmi; 15,186 km)
- 비행지속시간: 30시간
- 최대고도: 56,000 ft (17,000 m)

## 같이 보기
- 2019년 6월 이란의 미국 드론 격추